# Hygrobiella nevicensis
Hygrobiella nevicensis là một loài rêu tản trong họ Cephaloziaceae. Loài này được (Carrington) Spruce miêu tả khoa học lần đầu tiên năm 1882.